# Окерблум, Бенгт
Бенгт Окерблум (швед. Bengt Åkerblom; 2 мая 1967, Швеция — 15 октября 1995, Мура, Швеция) — шведский хоккеист, двукратный чемпион Швеции в составе Юргорден ИФ (сезоны 1988/1989 и 1989/1990).

## Карьера
Начал карьеру в клубе 3 шведского дивизиона «Нака ИФ», где отыграл полтора сезона. В 1987 году перешёл в «Юргорден ИФ», за который провел 53 матча, в которых забил 7 шайб и отдал 5 результативных передач. С 1990 по 1995 год играл за «Мура ИК», сыграв, в общей сложности, 176 матчей (40 шайб, 73 передачи).

## Смерть
Из-за забастовки профсоюза игроков Шведская федерация хоккея перенесла все матчи всех лиг, планировавшиеся на 15 октября 1995 года. Некоторые клубы достигли договоренности о проведении товарищеских матчей. К таким клубам относились и Мура ИК, из 2 дивизиона, и Брюнес ИФ, который играл в высшем дивизионе.
На седьмой минуте третьего периода в одном из игровых эпизодов Бенгт Окерблом оказался на льду. Его партнер по команде Андреас Олссон попытался во избежание столкновения с лежащим на льду Окерблумом перепрыгнуть через него, но его конёк во время прыжка задел шею Окерблума и перерезал ему сонную артерию и трахею. 28-летний хоккеист скончался несколько часов спустя в больнице города Мура.